# 1697
Évszázadok: 16. század – 17. század – 18. század
Évtizedek: 1640-es évek – 1650-es évek – 1660-as évek – 1670-es évek – 1680-as évek – 1690-es évek – 1700-as évek – 1710-es évek – 1720-as évek – 1730-as évek – 1740-es évek
Évek: 1692 – 1693 – 1694 – 1695 –  1696 – 1697 – 1698 – 1699 – 1700 – 1701 – 1702

## Események

### Határozott dátumú események
- március 13. – Egy 108 fős spanyol katonacsapat átkelt a Petén-Itzá tavon egy erre a célra készült gályán, és legyőzte a kenukon harcoló maja sereget, majd lerohanta az utolsó maja várost, Noj Petént. Míg a védők hatalmas vereséget szenvedtek, addig a kései konkvisztádorok egyetlen harcost sem vesztettek.[1]

- május 7. – Leég a stockholmi Tre Kronor palota.
- június 30. – Kitör a Tokaji Ferenc magyar felkelő vezér által vezetett hegyaljai kuruc felkelés. (A nagy ívű terv hetek alatt összeomlott, s a felkelést – elszigeteltsége miatt – a császári katonaság gyorsan leverte.)[2][3]
- szeptember 11. – Savoyai Jenő legyőzi a törököket Zentánál.[4]
- szeptember 20. Megkötik a rijswijki békeszerződéseket, amelyek lezárják az 1688–1697 közötti pfalzi örökösödési háborút.[5]

### Határozatlan dátumú események
- nyár eleje – Károlyi Sándor Szatmár vármegyei főispán elfogja a Hegyalján szervezkedő Kis Albertet és Esze Tamást.[3]

## Az év témái

### 1697 az irodalomban
- Megjelenik Rómában Bianchi ókori szimbólumokkal foglalkozó munkája, amiben Európa először értesül Mezopotámia művészeti emlékeiről, nevezetesen egy késő babiloni pecséthengerről. (lásd: Mezopotámia művészete)

## Születések
- január 30. – Johann Joachim Quantz, zeneszerző, fuvolaművész. II. Frigyes porosz király fuvolatanára († 1773)
- június 4. – Jacob Emden a Német-római Császárság területén működő zsidó hittudós, teológiai író († 1776)
- október 7. – Canaletto (Giovanni Antonio Canale), olasz festő († 1768)
- november 10. – William Hogarth, angol festő, grafikus († 1764)

## Halálozások
- február 28. – Haller János, báró, Torda vármegye főispánja (* 1626)